# Národní park Jü-šan
Národní park Jü-šan (znaky: 玉山國家公園, pinyin: Yù Shān Gúojiā Gōngyuán, český přepis: Jü-šan kuo-ťia kung-jüan; tchajwansky: Gio̍k-san Kok-ka Kong-hn̂g) je jeden z devíti národních parků Tchaj-wanu a rozprostírá se kolem trojmezí okresů Chua-lien, Tchaj-tung a města Kao-siung na částech Centrálního a Jüšanského pohoří. V západní části parku se nachází nejvyšší hora východní Asie Jü-šan.